# El auténtico Rodrigo Leal (telenovela colombiana)
El auténtico Rodrigo Leal es una telenovela colombiana producida por Teleset para Caracol Televisión en 2003. creada por Ana María Londoño, Leopoldo Vanegas, Rita Paba, Rafael Noguera y Horacio Marshall.  
Esta protagonizada por Martín Karpan y Carolina Gómez y con las participaciones antagónicas de Jairo Camargo, Margarita Muñoz y Carolina Cuervo. 
Su audiencia promedio fue de 11,6 de índice de audiencia personas y 53,1 de share.

## Argumento
Rodrigo Leal (Martín Karpan) tenía todo resuelto en su vida y su felicidad estaba escrita. Había dejado su pequeño pueblo natal para estudiar cocina en Bogotá y hasta hace poco era el chef de uno de los restaurantes de moda de la ciudad. Se creía enamorado y estaba a punto de casarse con Lucía Villamil (Carolina Cuervo),  madre soltera y dispuesta a hacer cualquier cosa por conseguir quien la mantuviera a ella y a toda su familia.
La familia de Lucía lo adoraba y él, motivado por esa gran deuda de gratitud que tenía con los Villamil por haberlo acogido como a un hijo más a su llegada a la ciudad, les había montado una cigarrería para que pudieran subsistir. Para esto y convencido de que en la vida hay que tomar riesgos, hipotecó la casa de Dolores, su suegra, convencido de que el compromiso de pagar las cuotas mes a mes nunca le iba a quedar grande.
No contaba con que el destino podría jugarle una mala pasada. El restaurante para el que trabajaba pasó de moda y Rodrigo salió en un recorte de personal. Seguro de sus habilidades para preparar los más suculentos platos y optimista porque al día siguiente conseguiría trabajo, decidió no hablarle sobre su despido a los Villamil. Pero los meses pasaron y Rodrigo no consiguió nada. Se atrasó en el pago de las cuotas de la hipoteca y finalmente fue notificado por el banco de que estaba próximo a perder el único patrimonio de los Villamil.
Fue así como, llevado por la desesperación y dispuesto a hacer lo que fuera por salvar la casa, Rodrigo llegó al casting de "Hotel Real", un reality show de Canal 3 en el se que prometían 300 millones de pesos a quien resultara ganador. Desafortunadamente, Rodrigo salió rechazado del primer casting, pues para la producción del reality él era sólo "un varado más". Pero él no se dio por vencido, y al oír que al inescrupuloso productor del programa, Aníbal López (Jairo Camargo), lo único que le faltaba para completar el grupo de participantes del programa era un gay, decidió hacerse pasar por uno.
Asesorado por el presentador de farándula Lucas Beltrán (Sebastián Sánchez), su mejor amigo y gay consagrado, Rodrigo se presentó nuevamente al casting con una imagen más "delicada". Sin medir las consecuencias, le aseguró a Aníbal que no tendría ningún problema en confesar en público su supuesta homosexualidad y así dejar salir frente a todo el país al "auténtico Rodrigo Leal". Aníbal tenía lo que quería para garantizar el índice de audiencia del programa, y con esto Rodrigo ya no podría echarse para atrás, pues al ser elegido como uno de los diez "anfitriones" de "Hotel Real" tuvo que firmar un contrato en el que aseguraba que toda la información dada a la producción era real, o de lo contrario tendría que pagar una cuantiosa multa al canal.
No tuvo tiempo de explicarle a Lucía el porqué de su extraña decisión, pues desde ese momento las cámaras del reality ya no lo dejarían en paz. No obstante, se fue tranquilo porque pudo dejarle una nota con Rodolfo (Manuel José Chávez), el hermanao zángano de Lucía, en la que le pedía que no creyera nada de lo que oyera o le dijeran sobre él; sin embargo, Rodolfo nunca entregó dicha nota.
Desde el momento en que Rodrigo entra a formar parte de "Hotel Real", "donde la tentación nunca duerme", su vida ya no tiene marcha atrás. No solo por tener que llegar a reconstruir un destartalado hotel para poder ganar el concurso, sino por tener que vivir las 24 horas del día vigilado por las cámaras de televisión y el público de todo un país, y por tener que convivir con nueve extraños: Valentina (Margarita Muñoz), "la lolita"; César (Juan Pablo Llano), "el intolerante"; Edgar (Mauricio Vélez), "el gordo", Eloisa (Carmenza Cossio), "la cuchibarbie"; Mariaca (Nataly Umaña), "la mamacita"; Ramón (Salvatore Cassandro), "el sabelotodo"; Diana (Cristina Campuzano), "la organizadora"; Amalia; (Morella Zuleta), "la guerrera"; y Felipe (Mauricio Iragorri), "el virgen". Pero, sobre todo, por sentir desde el primer instante que la cercanía de la hermosísima y encantadora presentadora del programa, Carmen Morena (Carolina Gómez), lo hace dudar de sus sentimientos hacia Lucía. A Carmen también le gusta Rodrigo desde el primer momento en que lo ve, pero el contrato que Aníbal le hace firmar para darle el puesto de presentadora le impide involucrarse sentimentalmente con alguno  de los concursantes del reality.

## Elenco
- Martín Karpan — Rodrigo Leal
- Carolina Gómez — Carmen Morena
- Jairo Camargo — Aníbal López
- Margarita Muñoz — Valentina Manzur
- Carolina Cuervo — Lucía Villamil
- Cristina Campuzano — Diana de Rey
- Salvatore Cassandro — Ramón "Ratón" Rey
- Mauricio Vélez — Edgar "Gordo" Collazos
- Carmenza Cossio — Eloisa "Cuchibarbie" Vaquero
- Juan Pablo Llano — César Domínguez
- Morella Zuleta — Amalia Guerrero
- Nataly Umaña — María Catalina "Mariaca" Vallejo
- Mauricio Iragorri — Felipe Sánchez
- Jean Carlo Posada — Rafael
- Manuel José Chávez — Rodolfo Miguel Villamil
- Carlos Kaju — Aarón López
- José Julián Gaviria — Nacho
- Sebastián Sánchez — Lucas Beltrán
- Patricia Tamayo — Susana Rendón
- Cecilia Navia — Anabel Peinado
- Luces Velásquez — Dolores "Lola" de Villamil
- María Eugenia Arboleda — Vicky
- Ana María Sánchez — Martha Pulgarín
- Sebastián Boscán — Juan Camilo
- Juan Sebastián Calero — Omar
- Raquel Ércole — Alma
- Javier Gnecco — Santiago Uribe
- Javier Gómez — George Quintana
- María Isabel Henao — Gloria
- Jorge Marín — Gonzalo "Gonzaloca" Camacho
- Lorena Meritano — Rafaela del Valle
- Diego Ramos — Alberto Díaz Lopera / Alberto Di Lorenzo
- Fabián Ríos — Jackson
- María José Tafur — Luz
- Guillermo Vives — Alejandro Vergara
- Juan Manuel Lenis — Esteban
- Bibiana Corrales
- Dora Cadavid — Margarita
- Javier Gardeazabal — Jair
- Marilyn Patiño — Britney

## Ficha técnica
- Producción General: Juana Uribe
- Dirección: Juan Pablo Posada / Andrés Marroquín
- Historia Original: Invento
- Libretos: Juana Uribe / Rafael Noguera / Rita Paba / Horacio Marshall / Ana María Londoño / Leopoldo Vanegas
- Producción Ejecutiva: Manuel Peñalosa
- Director de Fotografía: Germán Plata
- Dirección de Arte y Vestuario: Diego Guarnizo / Germán Lizarralde
- Edición: Jairo Franco
- Casting: Alberto Rodríguez
- Música Original: Gonzalo Sagarminaga

## Premios y nominaciones

### Premios India Catalina
- Mejor historia y libreto original de telenovela Juana Uribe / Rafael Noguera / Rita Paba / Horacio Marshall / Ana María Londoño / Leopoldo Vanegas

| Año  | Categoría                                    | Nominado      | Resultado |
| ---- | -------------------------------------------- | ------------- | --------- |
| 2004 | Mejor actor de reparto de telenovela o serie | Jairo Camargo | Nominado  |

### Otros premios
- SHINE Awards, (Sexual Health in Entertainment): Por realizar las mejores escenas de sexo
- Placa Sweet: Mejor Actor villano Jairo Camargo
- Placa Sweet: Mejor Actriz Revelación Carolina Gómez

## Adaptaciones
- En 2004 Antena 3 en España realizó una adaptación con el mismo nombre El Auténtico Rodrigo Leal, protagonizada por Iván Sánchez y Cristina Urgel.[4]